# 三角區龍屬
三角區龍屬（學名：Trigonosaurus）是蜥腳下目泰坦巨龍類恐龍的一屬，生存於白堊紀晚期，化石發現於巴西的米納斯三角區（Triangulo Mineiro）。模式種是普氏三角區龍（T. pricei），是在2005年被敘述、命名。目前已發現兩個標本，都主要為脊椎骨。在被正式命名前，這些化石被俗稱為「佩德羅波利斯的巨龍類」（Peirópolis titanosaur）。

## 外部連結
- Trigonosaurus on the Dinosaur Mailing List (contains full abstract of description).（页面存档备份，存于）